# Nothing Records
Nothing Records — американський лейбл, заснований в 1992 році Трентом Резнором з Nine Inch Nails і Джоном Мальмом-молодшим (менеджер Nine Inch Nails). Стилізація лейбла була спрямована на індастріал-метал, індастріал-рок, альтернативний рок, електроніку. У 2004 році рекорд-студія припинила своє існування.

## Історія

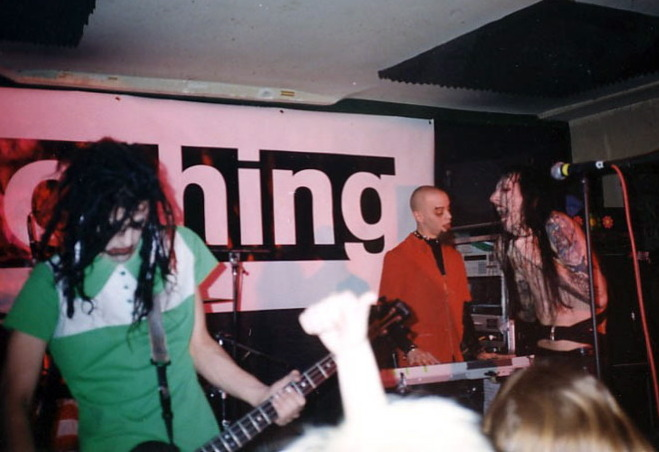
Marilyn Manson на виступі
«Nights of Nothing», 1996

Nothing Records став відомий, в першу чергу, тим, що на ньому записувалися Nine Inch Nails і протеже Трента Резнора — Marilyn Manson. Інші виконавці, які підписали контракт з лейблом, не змогли досягти такої популярності та світового визнання, як зробили це його засновники.
Студія часто заохочувала своїх шанувальників через інтернет. Наприклад, лейбл відкрив безкоштовний радіо-потік, по якому віщалась збірка, зібрана виконавцями Nothing Records, їх продюсерами та фанатами.
У вересні 2004-го, в момент переїзду Трента Резнор з Нового Орлеана на Західне узбережжя США, на офіційному сайті студії з'явилася вивіска:
|  | Nothing Studios: 1994-2004 |

Що явно говорило про припинення життя лейблу. Слухачі Nothing Records будували припущення, чи є інформація на сайті правдивою, але громадськість отримала вичерпну відповідь, коли Резнор пред'явив позов співзасновнику. Трент Резнор виграв справу, звинувативши відповідача в шахрайстві та порушенні фідуціарного обов'язку, відсудивши у нього $2.95 млн.. Як потім виявилося, головного учасника NIN обдурили, коли він підписував контракт з бухгалтером. У підсумку, Мальм отримував 20% від загального доходу студії, а не від чистої виручки, тим самим залишаючи собі великі відрахування «на чай». 

|  | Я відчував, що у мене був бухгалтер, якому я не міг довіряти. Оригінальний текст (англ.) [I felt I had an accountant I couldn't trust.] Помилка: {{Lang}}: не вказано код мови (допомога) |

## Список виконавців
- Nine Inch Nails
- Marilyn Manson
- 2wo[en]
- Pig[en]
- Pop Will Eat Itself[ru]
- Prick, 12 Rounds
- Einstürzende Neubauten
- The The
- Meat Beat Manifesto
- Squarepusher
- Plaid